# Димитър Димитров (офицер)
Вижте пояснителната страница за други личности с името Димитър Димитров.
Вижте пояснителната страница за други личности с името Димитър Димитров (генерал).
Димитър Стоянов Димитров е български офицер, генерал-майор.

## Биография
Роден е на 28 март 1951 г. в тополовградското село Планиново. Завършва Висшето народно военно училище във Велико Търново през 1973 г. По-късно завършва Военна академия в Москва и София. На 1 септември 1997 г. е освободен от длъжността началник на 18-и териториален учебен център за подготовка на резерви и съхранение на въоръжение и техника и назначен за командир на 2-ра мотострелкова дивизия. На 4 май 1998 г. е удостоен с висше военно звание генерал-майор. Изкарва 5-месечен курс в Института по отбрана на САЩ в Сан Антонио. На 7 юли 2000 г. е удостоен с висше военно звание генерал-майор, освободен от длъжността командир на Втора мотострелкова дивизия и назначен за началник-щаб на Трети армейски корпус. На 6 юни 2002 г. е освободен от длъжността началник-щаб на 3-ти армейски корпус и назначен за командир на 3-ти армейски корпус. На 5 април 2003 г. е освободен от длъжността командир на 3-ти армейски корпус. В периода 3 май 2005 г. – 23 юни 2006 г. е председател на Държавна агенция „Държавен резерв и военновременни запаси“. С решение № Решение № 45 от 30 юли 2008 г. на Комисията по досиетата се установява, че е бил агент на управление III на Държавна сигурност с псевдоним „Пашов“. Регистриран през 1977 и свален от отчет през 1989 г. Бил е кандидат за народен представител от ПП „Ред, законност и справедливост“ на парламентарните избори през 2009 г., но не печели място. През 2015 г. е издигнат за кандидат-кмет на Тополовград от ПП „АБВ“, но не успява да спечели.

## Образование
- Висше народно военно училище „Васил Левски“ – до 1973
- Военна академия в Москва
- Военна академия „Г.С.Раковски“
- Института по отбрана на САЩ, Сан Антонио

## Военни звания
- Полковник
- Генерал-майор с 1 звезда (4 май 1998)
- Генерал-майор с 2 звезди (7 юли 2000)